# NGC 1563
NGC 1563 is een elliptisch sterrenstelsel in het sterrenbeeld Eridanus. Het hemelobject werd in 1886 ontdekt door de Amerikaanse astronoom Francis Preserved Leavenworth.

## Synoniemen
- PGC 15000
- MCG -3-12-5
- NPM1G -15-0225
- IRAS04204-1546